# Club Volei Miranda
Club Volei Miranda, ou Atlantic Holding, est un club espagnol de volley-ball fondé en 1979 et basé à Miranda de Ebro qui évolue pour la saison 2014-2015 en Superliga Femenina.

## Effectifs

### Saison 2014-2015
Entraîneur :  José Manuel Valderrey